# La senda oscura
La senda oscura es una película de Argentina en blanco y negro dirigida por Luis José Moglia Barth según su propio guion sobre el argumento de Emilio Villalba Welsh y Bernardo Verbitsky según libro de Leo Martín que se estrenó el 9 de mayo de 1947 y que tuvo como protagonistas a María Duval, Elsa O'Connor, Ricardo Passano y Alberto Contreras. Fue la película póstuma de Elsa O'Connor.

## Sinopsis
Una mujer se hace pasar por madre de un joven ciego para acceder a una fortuna, pero pronto le toma cariño.

## Reparto
- María Duval …Julia
- Elsa O'Connor …Artea / Mercedes Quiroga
- Ricardo Passano …Carlos Quiroga
- Alberto Contreras …Dr. Esteban Vargas
- Alejandro Maximino … Menéndez
- César Fiaschi …Dr. González
- Pepito Petray …Antonio
- Alfonso Pisano …Hombre 1 en varieté
- Florén Delbene …Amante de Artea
- Mario Baroffio …Hombre 2 en varieté
- Martha Atoche …Gertrudis
- Adolfo Linvel …Dr. Norton
- Francisco Audenino
- Paul Ellis
- Oscar Villa

## Comentarios
Para Manrupe y Portela es un melodrama sin atenuantes al servicio de una exadolescente prodigio y El Heraldo del Cinematografista dijo:

”De realización correcta dentro del género folltinesco...tiene detalles arbitrarios y una acción lenta."